# Hugo Henkel

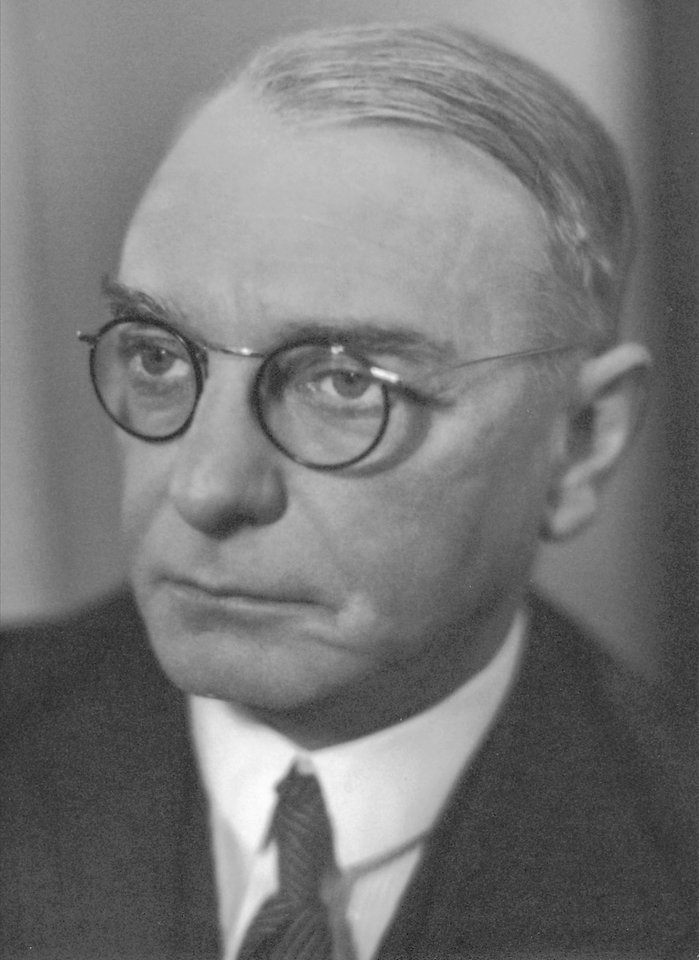
Hugo Henkel (1930)

Hugo Wilhelm Henkel (* 21. Januar 1881 in Düsseldorf; † 18. Dezember 1952 in Hösel) war ein deutscher Chemiker und Industrieller. Er ging als Erfinder des Waschmittels Persil in die Geschichte ein.

## Leben
Hugo Henkel wurde als dritter und jüngster Sohn des Ehepaars Fritz und Elisabeth Henkel, geborene von der Steinen, geboren. Er studierte Chemie in Stuttgart und Berlin und schloss das Studium 1905 mit der Promotion zum Dr. phil. ab. In Stuttgart wurde er Mitglied des Corps Stauffia Stuttgart. In der Berliner Zeit war er Mitkneipender Corpsstudent beim Corps Saxonia-Berlin. Ab 1905 übernahm er im väterlichen Betrieb in Düsseldorf-Holthausen die Leitung der Fabrikation und ab 1930 des Gesamtunternehmens, dessen Teilhaber er bereits ab 1908 gewesen war. Auf dieser Position blieb er bis 1938, woraufhin er auf Druck der Nationalsozialisten in den neu gegründeten Beirat und Aufsichtsrat wechselte. Während der Zeit als Inhaber der Firma übernahm diese einige Konkurrenzbetriebe. Er war maßgeblich an der Gründung der Ersten deutschen Walfang-Gesellschaft mBH, zunächst in Bremerhaven, später mit Sitz am Ballindamm in Hamburg beteiligt.
Im Jahr 1914 wurde er Mitglied der Düsseldorfer Stadtverordnetenversammlung als Vertreter der Liberalen Vereinigung. Zum 1. Mai 1933 trat er der NSDAP bei (Mitgliedsnummer 2.266.961). Der Reichsminister für Volksaufklärung und Propaganda Joseph Goebbels berief Hugo Henkel im Oktober 1933 in den Verwaltungsrat des Werberats der deutschen Wirtschaft. Von Mai 1934 bis 1942 war er Mitglied des Düsseldorfer Gemeinderates und ab spätestens 1937 Mitglied des Aufsichtsrats der Deutschen Bank AG.
Da Hugo Henkel zu den 42 Industriellen auf der Kriegsverbrecherliste des Sonderausschusses des US-Senats (Kilgore Committee) gehörte, wurde er im September 1945 inhaftiert und die Firma unter alliierte Kontrolle gestellt. Im Januar 1947 wurden er und seine beiden Söhne Jost und Konrad entnazifiziert. So konnten sie ihr Eigentum wiedererlangen und erreichen, dass die Demontagen in den Jahren 1948 bis 1950 deutlich geringeren Umfang hatten als zuvor geplant. Er begann mit dem Wiederaufbau der zerstörten Industrieanlagen, die danach wieder den Betrieb aufnahmen.
Er engagierte sich für soziale und kulturelle Belange. Er war Mitglied der Industrie- und Handelskammer Düsseldorf.
Zur Erinnerung an Hugo Henkels Frau Gerda wurde 1976 von der Tochter Lisa Maskell die Gerda Henkel Stiftung gegründet, die sich für die Förderung der Wissenschaft – vorrangig der Geschichtswissenschaft, der Archäologie und der Kunstgeschichte – engagiert. Sitz der Stiftung ist bis heute die 1911 errichtete neubarocke Stadtvilla von Hugo und Gerda Henkel in der Malkastenstraße 15.

## Familie
Hugo Henkel heiratete am 19. September 1908 in Düsseldorf die Tochter des Bildhauers Karl Janssen, Gerda, aus deren Ehe die Kinder Karl Jost (1909–1961), Gerda Ruth (* 1910), Elisabeth (1914–1998), später als Lisa Maskell bekannt, Konrad (1915–1999) und Paul (1916–1942) stammen. Paul Henkel verstarb im Krieg am 27. Juli 1942 in Woronesch, Russland.
Eine Enkelin von Hugo Henkel war die Kunstsammlerin und Mäzenin Anette Brandhorst, Tochter von Hugo Henkels Tochter Elisabeth aus deren Ehe mit dem Architekten Ernst Petersen.

## Leistungen
Er entwickelte ab 1905 eine wissenschaftlich begründete „Methode der Handwäsche“, die Anerkennung im In- und Ausland fand. Nachdem er das elterliche Unternehmen übernommen hatte, führte er neue Formen von Werbung ein, die auf der Marktanalyse basierten.

## Auszeichnungen
1951 erhielt er von der Medizinischen Akademie der Universität Düsseldorf den Titel eines Ehrendoktors (Dr. med. h. c.) sowie von der Stadt Düsseldorf die Ehrenbürgerschaft. Außerdem wurde er in diesem Jahr zum Ehrenbürger der Universität Bonn ernannt und erhielt am 9. Oktober 1951 die Normann-Medaille der Deutschen Gesellschaft für Fettwissenschaft für das Jahr 1950.